# عمر بن أحمد بادحدح
عمر بن أحمد السبيع بادحدح رجل أعمال سعودي اشتهر بأعماله الخيرية العديدة. رأس جمعية رعاية السجناء المعسرين، وقد حاز على جائزة العمل الخيري والإنساني بمنطقة مكة المكرمة في عهد الأمير عبد المجيد بن عبد العزيز آل سعود. يُعد عمر بادحدح أحد أعلام الحضارم في السعودية.

## نبذة
أتى الشيخ عمر بادحدح لجدة قادماً من ضواحي وادي دوعن في حضرموت، وهو من أسس لجنة مساعدة السجناء المعسرين. كان منزله مقصد الدعاة من بلاد عديدة وكانت له علاقة جيدة بأنصار السنة في مصر والسودان وكذلك الإرشاديين في إندونيسيا، وكان على علاقة طيبة مع عدد من العلماء والدعاة في العالم الإسلامي من مذاهب ومدارس متنوعة من أهل السنة. كان لديه حرص كبير على قضية التعليم، كما كان شديد العناية بالقضايا الإنسانية.

## أبناؤه
له من الأبناء ثلاثة:
- صالح.
- محمد (الأمين العام المساعد للندوة العالمية للشباب الإسلامي بمنطقة مكة المكرمة).
- علي بن عمر بادحدح.

له من البنات أربعة، وهُنّ: فاطمة، ونور، وعائشة، وخديجة. كما أن له من الأخوان اثنين هما عبود وهو الأكبر والأخر سالم.

## وفاته
توفي يوم الأحد 16 محرم 1433هـ الموافق 11 ديسمبر 2011، ودفن بمقبرة الفيصلية بمحافظة جدة، فجر يوم الاثنين 17 محرم 1433 هـ الموافق 12 ديسمبر 2011.